# 360手机助手
360手机助手（360モバイルアシスタント）は、Qihoo 360 Technologyによって提供される、主にAndroid端末向けデジタルコンテンツ（アプリケーション・映画・音楽・書籍など）の配信サービスである。

## 背景
Googleが中国政府に利用制限されたため、Google Playの代わり、360手机助手など中国特有な“Android Market”が存在している。

## 基本機能
スマートフォン版
1. アプリケーション、音楽、映画、書籍など十数万種類のデジタルコンテンツのダウンロード

PC版
(下記、USBでスマホ端末と接続すると動作できる)
1. アプリケーション、音楽、映画、書籍など十数万種類のデジタルコンテンツのダウンロード
2. メール・連絡帳バックアップ、ファイル管理
3. 壁紙・待ち受け画像・着信音ダウンロード
4. スマートフォンアンチウイルス機能
5. アクセスファイル最適化機能

## 利用者状況
- 2013年12月、3億人達成された。
- 2014年11月25日、360手机助手の利用者数が6億超だと、Qihoo 360 Technologyによって発表された。
- 2014年中国Android市場の占有率41.54%

コンテンツ平均ダウンロード数約1.6億回/日

## 類似サービス
- 百度手机助手
- 91手机助手

## 優位性
- 利用者はPCアクセスファイルソフト時代のユーザが多いため、類似サービスよりユーザ質が高い

## 日本ゲームのローカライゼーション、代理パブリッシング事業
事例
- 「白猫プロジェクト」
- 「OnePiece」
- 「クロスサマナー」

など

## 参考資料
- 2013年利用者数調査(中国語)
- 2014年利用者数調査(中国語)